# Мердан Атаєв
Мердан Атаєв (8 травня 1995) — туркменський плавець.
Учасник Олімпійських Ігор 2016 року.